# Gordes
Gordes é uma comuna francesa na região administrativa da Provença-Alpes-Costa Azul, no departamento de Vaucluse, a aproximadamente 700 Km de Paris. Estende-se por uma área de 48,04 km². Em 2010 a comuna tinha 1 706 habitantes (densidade: 35,5 hab./km²).
Pertence à rede das As mais belas aldeias de França.

## Demografia
| 1793  | 1800  | 1806  | 1821  | 1831  | 1836  | 1841  | 1846  | 1851  |
| ----- | ----- | ----- | ----- | ----- | ----- | ----- | ----- | ----- |
| 2 807 | 2 812 | 3 010 | 2 956 | 2 848 | 2 867 | 2 891 | 3 008 | 2 948 |

| 1856  | 1861  | 1866  | 1872  | 1876  | 1881  | 1886  | 1891  | 1896  |
| ----- | ----- | ----- | ----- | ----- | ----- | ----- | ----- | ----- |
| 2 899 | 2 937 | 2 805 | 2 594 | 2 512 | 2 204 | 2 010 | 1 767 | 1 638 |

| 1901  | 1906  | 1911  | 1921  | 1926  | 1931  | 1936  | 1946 | 1954  |
| ----- | ----- | ----- | ----- | ----- | ----- | ----- | ---- | ----- |
| 1 562 | 1 447 | 1 360 | 1 057 | 1 069 | 1 111 | 1 165 | 953  | 1 075 |

| 1962 | 1968  | 1975  | 1982  | 1990  | 1999  | - | - | - |
| --- | ----- | ----- | ----- | ----- | ----- | - | - | - |
| 1 363 | 1 536 | 1 574 | 1 607 | 2 031 | 2 092 | - | - | - |
| Para os censos de 1962 a 2006 a população legal corresponde à popolução sem duplicidades, segundo define o INSEE. |       |       |       |       |       |   |   |   |